# Атакьой — Ширіневлер (станція метро)
40°59′29″ пн. ш. 28°50′45″ сх. д. / 40.991382696864° пн. ш. 28.845744904767° сх. д.
Атакей—Ширіневле́р (тур. Ataköy—Şirinevler) — станція лінії М1 Стамбульського метрополітену. Відкрита 25 липня 1995.
Конструкція станції: наземна станція відкритого типу з двома береговими платформами.
Розташування: Бакиркьой, Стамбул
Пересадки: 
- Метробус: 34, 34C, 34G, 34AS, 34BZ
- А: 31, 31E, 36CY, 55Y, 73, 73B, 73F, 73H, 73Y, 76, 76B, 76C, 76D, 76V, 76Y, 78ZB, 79B, 79G, 79Ş, 82, 89, 89A, 89B, 89K, 89M, 89S, 89YB, 97, 97BT, 97E, 97KZ, 98, 98A, 98AB, 98B, 98H, 98M, 98MB, 98S, 98T, 98TB, 146, AVR1A, E-57, H-9, HT10, HT11, HT13, MR20
- Маршрутки: Бакиркьой — Ширіневлер, Ширіневлер — Башакшехір 4. етап, Ширіневлер — Каяшехір, Фенертепе, Ширіневлер — Ікителлі-Санаї — Каяшехір, Ширіневлер — Тахтакале, Ширіневлер — Яримбургаз — Каяшехір, Ширіневлер — Гіїмкент

Станція тимчасово є тупиковою лінії M1ᴀ через роботи з підвищення пропускної здатності лінії M1ᴀ та інтеграційними роботами лінії M9 . 
Від станції до зупинки метробуса Ширіневлер пішки приблизно за 150 м.
| Попередня станція       | Лінія | Лінія                           | Лінія | Наступна станція           |
| ----------------------- | ----- | ------------------------------- | ----- | -------------------------- |
| Бахчеліевлер до Єнікапи |       | M1 (Стамбульський метрополітен) |       | Єнібосна тимчасово кінцева |